# Charlotte Cook
Charlotte Cook ist eine US-amerikanische Filmproduzentin und Kuratorin.

## Leben
Charlotte Cook machte ihren Bachelor of Science 2005 und ihren Master 2006 in Visueller Kommunikation an der Kingston University. Anschließend studierte sie Dokumentarfilm an der Royal Holloway, University of London.
Sie arbeitete für BBC Storyville und den Channel 4 BritDoc Foundation’s Puma Creative Catalyst Fund. Außerdem war sie Kuratorin für das Edinburgh International Film Festival in der Sparte Konflikt/Reportage. In London war sie außerdem beim Frontline Club für das Filmprogramm zuständig.
In den Vereinigten Staaten arbeitete sie vier Jahre als Programmdirektorin für das Dokumentarfilmfestival Hot Docs. 2015 war sie zusammen mit Laura Poitras und A.J. Schnack Mitbegründerin der Filmproduktionsgesellschaft Field of Vision, die überwiegend Kurzfilmdokumentationen drehen. Für die Serie Field of Vision erhielt sie 2016 zusammen mit ihren Kollegen den Award der International Documentary Association.
2020 produzierte sie den Dokumentar-Kurzfilm Do Not Split von Anders Sømme Hammer. Dafür wurde sie bei der Oscarverleihung 2021 für den Besten Dokumentar-Kurzfilm nominiert.